# Savona (provincie)
De provincie Savona is gelegen in de Noord-Italiaanse regio Ligurië. Ze grenst in het oosten aan de provincie Imperia, in het noorden aan de Piëmontese provincies Cuneo, Asti en Alessandria en ten slotte in het oosten aan de provincie Genua.
Het territorium van de provincie bestaat uit de dichtbevolkte kust, die hier de namen Bloemenriviera en Riviera di Ponente draagt, en een dunbevolkte heuvelachtige binnenland. De hoofdstad Savona is een belangrijke havenplaats met een geschiedenis die teruggaat tot 600 voor Christus. Uit deze vroege periode is nauwelijks iets bewaard gebleven, het merendeel van de hedendaagse monumenten is middeleeuws, zoals het kasteel en de kathedraal. Het meest markante monument van de stad is de toren Torre di Leon Pancaldo die aan de haven staat. Zeven kilometer landinwaarts ligt het heiligdom Nostra Signora di Misericordia. De weg ernaartoe telt negen kapellen die op een afstand van 400 meter van elkaar staan.
Albenga het is de meest bezienswaardige plaats van de provincie Savona. De stad ligt aan de monding van de rivier de Centa. Het middeleeuwse centrum van Albenga is zeer goed bewaard gebleven en telt een aantal hoge bakstenen torens. De huidige kathedraal uit de 13de eeuw is gebouwd op de fundamenten van een 5de-eeuwse kerk. Ten zuiden van Albenga ligt het kleine eilandje Gallinara dat veel door vogels bezocht wordt, het eiland is tot beschermd natuurgebied verklaard.
Ten noordoosten van Albenga liggen de badplaatsen Loano en Finale Ligure. Finale Ligure bestaat feitelijk pas sinds 1927 toen de plaatsen Finale Marina, Finalborgo en Finale Pia werden samengevoegd. Varigotti, gelegen tussen Finale en Noli heeft karakteristieke vierkante woningen met platte daken recht aan het strand. Noli behoort tot de beter bewaarde middeleeuwse plaatsen van Ligurië, haar naam is afgeleid van het byzantijnse Neapolis. Van het binnenland is Cairo Montenotte de grootste plaats met zo'n 13.000 inwoners.

## Belangrijke plaatsen
- Savona (63.102 inw.)
- Albenga (22.386 inw.)
- Varazze (14.933 inw.)

## Afkomstig uit Savona
- Giuliano della Rovere (1443-1513), bekend geworden als Paus Julius II.